# 48-я церемония «Грэмми»
48-я ежегодная церемония вручения наград «Грэмми» состоялась 8 февраля 2006 года в Staples Center Лос-Анджелеса, Калифорния.
Ниже приведены некоторые номинации и номинанты. Победившие в своих категориях выделены жирным шрифтом.

## Номинации

### Основная категория

#### Запись года
- «We Belong Together» — Мэрайя Кэри
- «Feel Good Inc.» — Gorillaz Featuring De La Soul
- «Boulevard Of Broken Dreams» — Green Day
- «Hollaback Girl» — Гвен Стефани
- «Gold Digger» — Канье Уэст

#### Альбом года
- The Emancipation Of Mimi — Мэрайя Кэри
- Chaos And Creation In The Backyard — Пол Маккартни
- Love. Angel. Music. Baby. — Гвен Стефани
- How to Dismantle an Atomic Bomb — U2
- Late Registration — Канье Уэст

#### Песня года
- «Bless The Broken Road» (Rascal Flatts)
- «Devils & Dust» (Брюс Спрингстин)
- «Ordinary People» (Джон Ледженд)
- «Sometimes You Can’t Make It On Your Own» (U2)
- «We Belong Together» (Мэрайя Кэри)

#### Лучший новый исполнитель
- Сиара
- Fall Out Boy
- Keane
- Джон Ледженд
- SugarLand

### Поп

#### Лучшее женское вокальное поп-исполнение
- «Since U Been Gone» — Келли Кларксон
- «It’s Like That» — Мэрайя Кэри
- «Good Is Good» — Шерил Кроу
- «I Will Not Be Broken» — Бонни Рэйтт
- «Hollaback Girl» — Гвен Стефани

#### Лучшее мужское вокальное поп-исполнение
- «Sitting, Waiting, Wishing» — Джек Джонсон
- «Fine Line» — Пол Маккартни
- «Walk On By» — Seal
- «Lonely No More» — Rob Thomas
- «From The Bottom Of My Heart» — Стиви Уандер

#### Лучшее вокальное поп-исполнение дуэтом или группой
- «Don’t Lie» — The Black Eyed Peas
- «Mr. Brightside» — The Killers
- «More Than Love» — Los Lonely Boys
- «This Love» — Maroon 5
- «My Doorbell» — The White Stripes

#### Лучшее совместное вокальное поп-исполнение
- «Gone Going» — The Black Eyed Peas & Джек Джонсон
- «Virginia Moon» — Foo Fighters Featuring Нора Джонс
- «Feel Good Inc.» — Gorillaz Featuring De La Soul
- «A Song For You» — Херби Хэнкок Featuring Кристина Агилера
- «A Time To Love» — Стиви Уандер Featuring India.Arie

#### Лучшее инструментальное поп-исполнение
- «In Our Time» — Берт Бакарак & Крис Ботти
- «T-Jam» — George Duke
- «Gelo Na Montanha» — Херби Хэнкок Featuring Trey Anastasio
- «Agave» — Даниэль Лануа
- «Caravan» — Лес Пол

#### Лучший инструментальный поп-альбом
- At This Time — Burt Bacharach
- Bloom — Eric Johnson
- Naked Guitar — Earl Klugh
- Belladonna — Daniel Lanois
- Flipside — Jeff Lorber

#### Лучший вокальный поп-альбом
- Extraordinary Machine — Фиона Эппл
- Breakaway — Келли Кларксон
- Wildflower — Шерил Кроу
- Chaos And Creation In The Backyard — Пол Маккартни
- Love. Angel. Music. Baby. — Гвен Стефани

### Кантри

#### Лучшее женское кантри-исполнение
- The Connection — Эммилу Харрис
- Фэйт Хилл — «Mississippi Girl»
- Гретхен Уилсон — «All Jacked Up»
- Lee Ann Womack — «I May Hate Myself In The Morning»
- Триша Йервуд — «Georgia Rain»

#### Лучшее мужское кантри-исполнение
- You'll Think of Me — Кит Урбан
- Джордж Джонс — «Funny How Time Slips Away»
- Тоби Кит — «As Good As I Once Was»
- Debert McClinton — "Midnight Communion
- Вилли Нельсон — «Good Ol' Boys»
- Брэд Пейсли — «Alcohol»

#### Лучшее вокальное кантри-исполнение дуэтом или группой[англ.]
- Restless — Alison Krauss and Union Station

#### Лучшее совместное вокальное кантри-исполнение
- Like We Never Loved At All — Фэйт Хилл & Тим Макгро

#### Лучшее инструментальное кантри-исполнение[англ.]
- Unionhouse Branch — Alison Krauss and Union Station

#### Лучшая кантри-песня
- Bless the Broken Road — Rascal Flatts. Bobby Boyd, Jeff Hanna & Marcus Hummon, авторы
- «Alcohol» (Брэд Пейсли)
- «All Jacked Up» (Vicky McGehee, John Rich & Гретхен Уилсон)
- «I Hope» (Keb’ Mo’, Martie Maguire, Natalie Maines, & Emily Robinson)
- «I May Hate Myself In The Morning» (O. Blackman)

#### Лучший кантри-альбом
- Lonely Runs Both Ways — Alison Krauss and Union Station
- Фэйт Хилл — Fireflies
- Брэд Пейсли — Time Well Wasted
- Гретхен Уилсон — All Jacked Up
- Триша Йервуд — Jasper County

#### Лучший блюграсс-альбом
- The Company We Keep — Del McCoury Band

### Танцевальная музыка

#### Лучшая танцевальная запись
- «Galvanize» — The Chemical Brothers Featuring Q-Tip
- «Say Hello» — Deep Dish
- «Wonderful Night» — Fatboy Slim & Lateef
- «Daft Punk Is Playing At My House» — LCD Soundsystem
- «I Believe In You» — Кайли Миноуг
- «Guilt Is A Useless Emotion» — New Order

#### Лучший электронный/танцевальный альбом
- Push The Button — The Chemical Brothers
- Human After All — Daft Punk
- Palookaville — Fatboy Slim
- Minimum-Maximum — Kraftwerk
- LCD Soundsystem — LCD Soundsystem

### Традиционный поп

#### Лучший вокальный альбом в стиле традиционный поп
- The Art Of Romance — Тони Беннетт
- It’s Time — Майкл Бубле
- Isn’t It Romantic — Johnny Mathis
- Moonlight Serenade — Carly Simon
- Thanks For The Memory…The Great American Songbook Volume IV — Род Стюарт

### Рок

#### Лучшее сольное вокальное рок-исполнение
- Revolution — Эрик Клэптон
- Shine It All Around — Роберт Плант
- Devils & Dust — Брюс Спрингстин
- This Is How A Heart Breaks — Rob Thomas
- The Painter — Нил Янг

#### Лучшее вокальное рок-исполнение дуэтом или группой
- «Speed Of Sound» — Coldplay
- «Best Of You» — Foo Fighters
- «Do You Want To» — Franz Ferdinand
- «All These Things That I’ve Done» — The Killers
- «Sometimes You Can’t Make It On Your Own» — U2

#### Лучшее хард-рок-исполнение
- «Doesn’t Remind Me» — Audioslave
- «The Hand That Feeds» — Nine Inch Nails
- «Tin Pan Valley» — Robert Plant
- «Little Sister» — Queens Of The Stone Age
- «B.Y.O.B.» — System Of A Down

#### Лучшее метал-исполнение
- «The Great Satan» — Ministry
- «Determined» — Mudvayne
- «Mein Teil» — Rammstein
- «What Drives The Weak» — Shadows Fall
- «Before I Forget» — Slipknot

#### Лучшее инструментальное рок-исполнение
- «Beat Box Guitar» — Adrian Belew
- «Birds Of Prey» — Стюарт Коупленд
- «69 Freedom Special» — Лес Пол & Friends
- «Mercy» — Joe Perry
- «Lotus Feet» — Steve Vai

#### Лучшая рок-песня
- «Best Of You» (Foo Fighters)
- «Beverly Hills» (Weezer)
- «City of Blinding Lights» (U2)
- «Devils & Dust» (Брюс Спрингстин)
- «Speed Of Sound» (Coldplay)

#### Лучший рок-альбом
- X&Y — Coldplay
- In Your Honor — Foo Fighters
- A Bigger Bang — The Rolling Stones
- How to Dismantle an Atomic Bomb — U2
- Prairie Wind — Нил Янг

### Альтернативная музыка

#### Лучший альтернативный альбом
- Funeral — The Arcade Fire
- Guero — Бек
- Plans — Death Cab For Cutie
- You Could Have It So Much Better — Franz Ferdinand
- Get Behind Me Satan — The White Stripes

### R&B

#### Лучшее женское вокальное R&B исполнение
- 1 Thing — Amerie
- Wishing On A Star — Бейонсе
- We Belong Together — Мэрайя Кэри
- Free Yourself — Fantasia
- Unbreakable — Алиша Киз

#### Лучшее мужское вокальное R&B исполнение
- Creepin' — Джейми Фокс
- Ordinary People — Джон Ледженд
- Let Me Love You — Mario
- Superstar — Ашер
- So What The Fuss — Стиви Уандер

#### Лучшее вокальное R&B исполнение дуэтом или группой
- So Amazing — Бейонсе & Стиви Уандер
- Cater 2 U — Destiny's Child
- If This World Were Mine — Алиша Киз Featuring Jermaine Paul
- So High — Джон Ледженд Featuring Лорин Хилл
- How Will I Know — Стиви Уандер Featuring Aisha Morris

#### Лучшее вокальное исполнение традиционного R&B
- Mine Again — Мэрайя Кэри
- Summertime — Fantasia
- A House Is Not A Home — Арета Франклин
- If I Was Your Woman — Алиша Киз
- Stay With You — Джон Ледженд

#### Лучшееурбан/альтернативное исполнение
- SupaStar — Floetry
- Dirty Harry — Gorillaz
- Dust — Van Hunt
- Welcome To Jamrock — Дэмиан Марли
- Ghetto Rock — Мос Деф

#### Лучшая R&B-песня
- Cater 2 U — Destiny's Child
- Free Yourself — Fantasia
- Ordinary People — Джон Ледженд
- Unbreakable — Алиша Киз
- We Belong Together — Мэрайя Кэри

#### Лучший R&B-альбом
- Illumination — Earth, Wind And Fire
- Free Yourself — Fantasia
- Unplugged — Алиша Киз
- Get Lifted — Джон Ледженд
- A Time To Love — Стиви Уандер

#### Лучший современный R&B-альбом
- Touch — Amerie
- The Emancipation Of Mimi — Мэрайя Кэри
- Destiny Fulfilled — Destiny's Child
- Turning Point — Mario
- O — Omarion

### Рэп

#### Лучшее сольное рэп-исполнение
- Testify — Common
- Mockingbird — Eminem
- Disco Inferno — 50 Cent
- Number One Spot — Ludacris
- U Don’t Know Me — T.I.
- Gold Digger — Канье Уэст

#### Лучшее рэп-исполнение дуэтом или группой
- Don’t Phunk With My Heart — The Black Eyed Peas
- The Corner — Common Featuring The Last Poets
- Encore — Эминем Featuring Dr. Dre & 50 Cent
- Hate It Or Love It — The Game Featuring 50 Cent
- Wait (The Whisper Song) — Ying Yang Twins

#### Лучшее рэп/песенное совместное исполнение
- 1,2 Step — Сиара Featuring Мисси Эллиот
- They Say — Common Featuring Канье Уэст & Джон Ледженд
- Soldier — Destiny's Child Featuring T.I. & Лил Уэйн
- Numb/Encore — Jay-Z Featuring Linkin Park
- Rich Girl — Гвен Стефани Featuring Ив

#### Лучшая рэп-песня
- Candy Shop — 50 Cent Featuring Olivia
- Diamonds From Sierra Leone — Канье Уэст
- Don’t Phunk With My Heart — The Black Eyed Peas
- Hate It Or Love It — The Game Featuring 50 Cent
- Lose Control — Мисси Эллиот совместно с Сиара & Fat Man Scoop

#### Лучший рэп-альбом
- Be — Common
- The Cookbook — Мисси Эллиот
- Encore — Eminem
- The Massacre — 50 Cent
- Late Registration — Канье Уэст

### Кино, ТВ и визуальные медиа
Awards for soundtrack contributions:
Best Compilation Soundtrack Album for a Motion Picture, Television or Other Visual Media
- Ray — Ray Charles
  - James Austin, Stuart Benjamin & Taylor Hackford (compilation producers)

Best Score Soundtrack Album for a Motion Picture, Television or Other Visual Media
- Ray — Craig Armstrong (composer)

Best Song Written for a Motion Picture, Television or Other Visual Media
- «Believe» (from The Polar Express)
  - Glen Ballard & Alan Silvestri (songwriters) (Josh Groban)